# You Can't Always Get What You Want
«You Can't Always Get What You Want» —en español: «No siempre puedes conseguir lo que deseas»— es una canción de la banda británica de rock The Rolling Stones incluida en su álbum Let It Bleed, editado en 1969. Escrita por Mick Jagger y Keith Richards, fue colocada en el 2004 en el puesto 100 dentro de la lista de Rolling Stone de las 500 mejores canciones de todos los tiempos.

## Inspiración y composición
De la canción, Jagger dijo en 2003: "«You Can't Always Get What You Want» fue algo que toqué con la guitarra acústica, una de esas canciones de dormitorio. Esta demostró ser una canción difícil de grabar debido a que Charlie no era capaz de tocar el patrón rítmico (groove), así que Jimmy Miller tuvo que tocar la batería. También tuve la idea de meter un coro, probablemente góspel, en la pista, pero no terminé de decidirme. Jack Nitzsche, u otro, dijo que podía utilizar al London Bach Choir y dijimos: Será divertidísimo."
En su reseña de la canción, Richie Unterberger dijo, "Si aceptas la observación de John Lennon de que los Rolling Stones copiaban las innovaciones de los Beatles unos pocos meses después, «You Can't Always Get What You Want» es la contraparte Stone de «Hey Jude». Jagger mencionó en 1969: "Me encantó lo que los Beatles hicieron en «Hey Jude». La orquesta no sólo sirve para cubrir algo extra. Podemos hacer algo igual para el próximo disco".
Los tres versos (junto con el cuarto verso con tema variado) contienen los mayores tópicos de la década de los 60s: amor, política y drogadicción. Cada verso captura la esencia de un optimismo inicial y la desilusión posterior, seguido por el resignado pragmatismo del coro.
Unterberger concluye de la canción: "Se ha hablado mucho de que la letra refleja el final de la prolongadísima fiesta que fueron los sesenta... Es una interpretación válida, pero también debe señalarse que existe dentro de esta una edificante y tranquilizadora melodía e interpretación. Esto es particularmente cierto en el estribillo de la canción, cuando nos recuerda que no siempre podemos conseguir lo que queremos, pero podemos obtener lo que necesitamos".

## Grabación y lanzamiento
La canción fue grabada el 16 y 17 de noviembre de 1968 en los Olympic Sound Studios de Londres. Cuenta con las participaciones del London Bach Choir, que inicia la canción con una poderosa apertura; Jimmy Miller, productor por aquel entonces de los Rolling Stones, en la batería, reemplazando a Charlie Watts; Al Kooper al piano, órgano y corneta; Rocky Dijon tocó las congas y las maracas. Nanette Workman, que acompañó a Jagger durante la interpretación, fue acreditada en el disco como "Nanette Newman".
En cierto momento, más concretamente en la tercera estrofa, el tema habla de un tal “Mr. Jimmy”. ¿Quién es? Pues lo cierto es que hay varias teorías, una de ellas se refiere al productor de los Stones, Jimmy Miller, pero la otra es mucho más interesante. Jimmy Hutmaker, era un personaje conocido en Excelsior, Minnesota. Aquel individuo se dedicaba a andar por el distrito comercial de la localidad. Conocido como “Mr. Jimmy”, el personaje tenía algunos problemas, aunque parecía más o menos lúcido, pese a hablar mucho consigo mismo. Todos los días, Mr. Jimmy iba de tienda en tienda durante toda la jornada y los dueños, que ya le conocían, le cuidaban y le daban cosas. Jimmy falleció en 2007. 
Los Stones tocaron en Excelsior por primera vez en 1964. No fueron bien recibidos. Mick Jagger fue a una tienda local para comprarse una cola de cereza, como dice la canción, su sabor favorito. En aquel momento el refresco se dispensaba directamente en la tienda, donde se almacenaba en un distribuidor que tenía cerezas reales dentro. Sin embargo, en la tienda a la que fue Jagger, no había cerezas, solo el refresco. ¿Quién se encontraba detrás? Sí, Mr. Jimmy. ¿Sabes qué le dijo? “You can't always get what you want”, no siempre puedes tener lo que quieres. 
Cuenta la leyenda que Mr. Jimmy apareció en el concierto de los Stones al día siguiente y que Mick Jagger mandó una limusina a recogerle, aunque también se dice que, como muchas otras veces, fueron los dueños de las tiendas los que le consiguieron la entrada.
La canción fue originalmente lanzada como lado B de «Honky Tonk Women» en julio de 1969. Aunque no apareció en las listas de esa época, London Records relanzó el sencillo en 1973 y «You Can not Always Get What You Want» alcanzó el número 42 en el Billboard Hot 100 y el número 34 en el Cashbox Top 100.
Una de las grabaciones más populares de los Stones, desde entonces ha aparecido en los álbumes compilatorios: Hot Rocks 1964-1971, Singles Collection: The London Years, Forty Licks, Rolled Gold+: The Very Best of the Rolling Stones, Singles 1968-1971, Slow Rollers y GRRR!. Las grabaciones en directo de esta canción se pueden encontrar en los álbumes Love You Live, Flashpoint, Live Licks, y The Rolling Stones Rock and Roll Circus (este último con Brian Jones en guitarra).

## Personal
Acreditados:
- Mick Jagger: voz, guitarra acústica
- Keith Richards: guitarra eléctrica, guitarra acústica, coros
- Bill Wyman: bajo
- London Bach Choir: coros
- Jack Nitzsche: arreglos corales
- Al Kooper: piano, órgano, trompa
- Jimmy Miller: batería
- Rocky Dijon: congas, maracas, pandereta
- Madeline Bell: coros
- Nanette Workman: coros (acreditada como 'Nanette Newman' en el LP)
- Doris Troy: coros

## Posicionamiento en las listas
| Listas (1973)                      | Mejor posición |
| ---------------------------------- | -------------- |
| Canadá (RPM Top Singles)           | 68             |
| Estados Unidos (Billboard Hot 100) | 42             |

## Versiones de otros artistas
- En 1971, el pianista de jazz Vince Guaraldi realizó un cover de esta canción para su álbum Oaxaca.
- En 1981, le siguió la versión de Aretha Franklin, lanzada para su álbum Love All the Hurt Away.
- En 1990, el cantante inglés George Michael usó el coro de la canción para su Hit «Waiting For That Day». Tanto Jagger como Richards recibieron su crédito como compositores de la canción.
- En 1992, la banda de rock inglesa Def Leppard lanzó una versión acústica de la canción como Lado-B de su sencillo «Have You Ever Needed Someone So Bad». (Esta versión nunca ha sido oficialmente lanzada en los Estados Unidos.)
- El músico de Blues Luther Allison la versionó en 1997 para le álbum tributo a The Rolling Stones Paint it Blue: Songs of the Rolling Stones.
- En 1998, la banda jam Rusted Root incluyó una versión en su homónimo cuarto álbum.
- Sin embargo, la versión más inusual fue lanzada en 2001 cuando la banda reggae Steel Pulse la grabó para el disco tributo Paint It Black: A Reggae Tribute to the Rolling Stones.
- El grupo de caridad Band from TV lanzó una versión que fue incluida en la banda sonora de la serie de televisión de la cadena Fox House.
- Tim Ries, saxofonista habitual de The Rolling Stones, incluyó una versión en clave de jazz en su disco Stones World: The Rolling Stones Project II, en 2008.

## En la cultura popular
En el cine
- Fue usada durante el funeral en la escena inicial de la película nominada al Oscar The Big Chill de 1983.
- Aparece en la secuencia final de la película 21: blackjack.

En la televisión
- El track ha sido usado en al menos cinco episodios de la serie televisiva de drama médico de la cadena FOX House. Aparece en el episodio piloto cuando Gregory House, el protagonista de la serie, trata de zafarse del trabajo impuesto por su jefa, la Dra Cuddy, y cita el título de la canción: "en opinión del filósofo Jagger, no siempre puedes obtener lo que deseas". Cuddy después le responde: "el filósofo que mencionaste también dice que intentándolo se consigue lo que se necesita". La introducción de la canción se tocó al final del episodio. En el último episodio de la primera temporada (Honeymoon), se escucha la canción de nuevo cuando House intenta caminar sin el apoyo de su bastón, pero sin éxito. La escena termina dramáticamente con él echando uno de sus analgésicos al aire para después ser capturado por su boca. La canción se escucha al final del primer episodio de la temporada 3, Meaning, cuando House entra a la oficina de Wilson y le roba una de sus recetas para falsificar su firma y conseguir más Vicodin y en el capítulo final de la temporada 4 mientras está camino al "Cielo" con Amber, la novia de Wilson. Por último se escucha el inicio de la canción al final del capítulo 19 de la 7.ª temporada, en el cual Masters decide no seguir trabajando para House.
- Aparece en el episodio piloto de la serie dramática televisiva Californication en 2007. La canción fue usada durante la escena de apertura a manera de parodia de la película The Big Chill, también fue usada para cerrar el episodio 12 de la cuarta temporada.
- Los Simpsons parodian a la canción en el capítulo "No siempre puedes decir lo que quieres" (You Kent Always Say What You Want).
- También aparece en un episodio de la serie de drama médico de FX Nip/Tuck, y durante la cobertura de ESPN del NFL Draft del 2007.
- En 2009, el reparto de la serie de televisión Glee grabó su versión de la canción para el episodio Sectionals.